# Aquadulcaris pheronyx
Aquadulcaris pheronyx é uma espécie de crustáceo da família Paramelitidae.
É endémica da África do Sul.